# Падањ
Падањ (слч. Padáň, мађ. Padány) насељено је мјесто са административним статусом сеоске општине (слч. obec) у округу Дунајска Стреда, у Трнавском крају, Словачка Република.

## Становништво
| Година:    | 1994. | 2004.    | 2014.   | 2024.   |
| ---------- | ----- | -------- | ------- | ------- |
| Број људи: | 769   | 895      | 881     | 889     |
| Разлика:   |       | +16,38 % | -1,56 % | +0,90 % |

| Година:    | 2023. | 2024.   |
| ---------- | ----- | ------- |
| Број људи: | 876   | 889     |
| Разлика:   |       | +1,48 % |

Према подацима о броју становника из 2011. године насеље је имало 863 становника.